# Nikos Hadjikyriakos-Ghika
Nikos Hadjikyriakos-Ghika (griechisch Νίκος Χατζηκυριάκος Γκίκας Nikos Chatzikyriakos Gikas, * 26. Februar 1906 in Athen; † 3. September 1994 ebenda) war ein griechischer kubistischer Maler.

## Leben und Werk

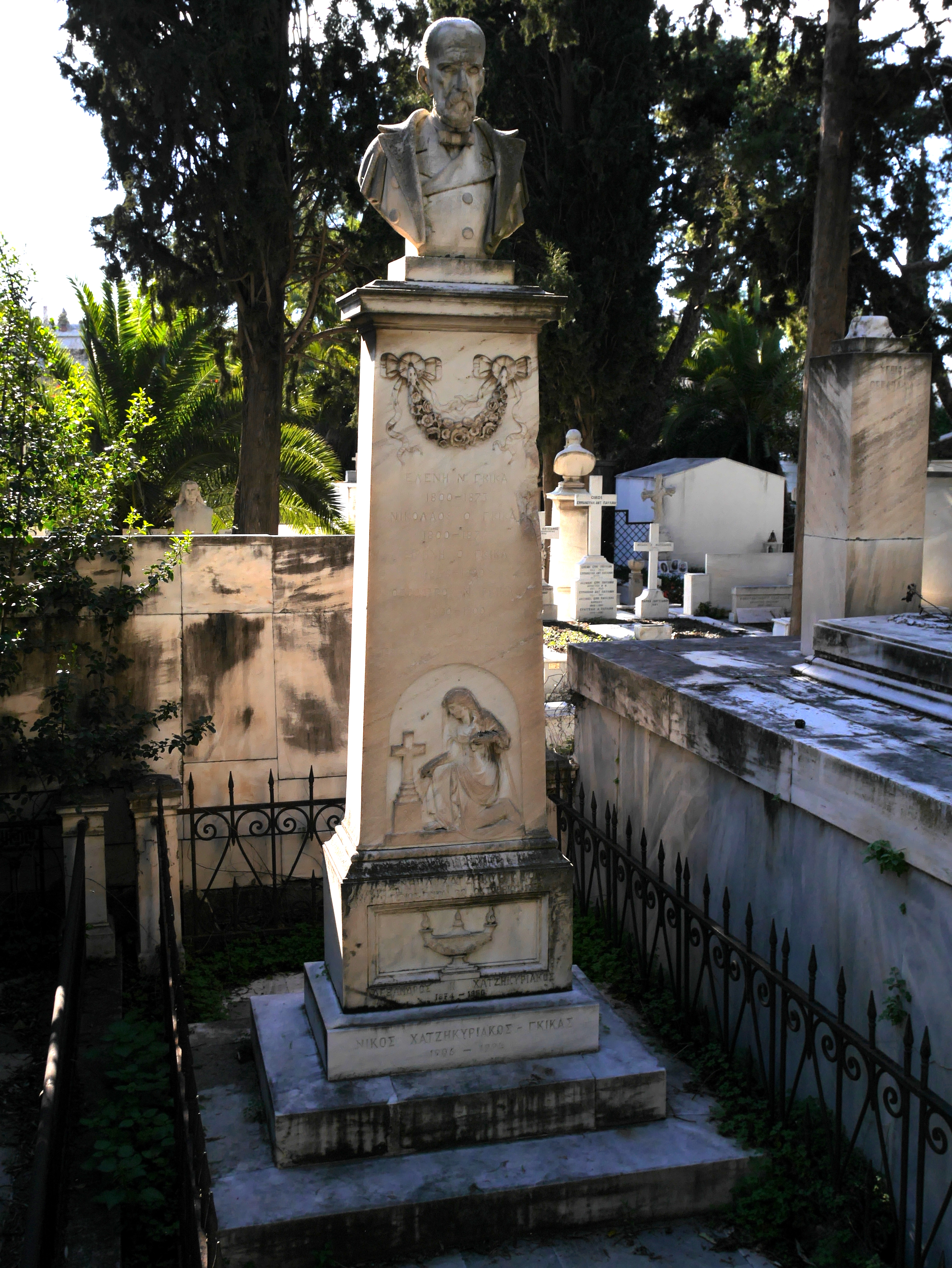
Das Grabmal Nikos Hadjikyriakos-Ghikas

Nikos Ghika zog 1923 nach Paris und studierte dort an der Sorbonne. Wenige Monate nach seiner Ankunft in Paris nahm er an einer Ausstellung im Salon des Indépendants teil. 1924 führte er sein Studium der Malerei und Radierung an der Académie Ranson fort. Seine erste Einzelausstellung fand 1927 in der Pariser Galerie Percier statt. Sie wurde von Maurice Raynal präsentiert. Ghika unterhielt freundschaftliche Beziehungen mit Hans Arp und Jean Hélion, mit dem er 1934 gemeinsam ausstellte. 1961 heiratete er Barbara Warner (1911–1989). 1973 wurde er Mitglied der Akademie von Athen und 1989 Mitglied der Royal Academy of Arts. Er war Mitglied der Accademia tiberina und wurde mit dem Ordre des Arts et des Lettres ausgezeichnet.
Ghika malte nicht ausschließlich, sondern fertigte auch Skulpturen, Radierungen, Illustrationen  und schrieb Essays. Er war Gründungsmitglied der AICA-Hellas, der griechischen Sektion der Association Internationale des Critiques d’Art.